# Łochyńsko
Łochyńsko – wieś w Polsce położona w województwie łódzkim, w powiecie piotrkowskim, w gminie Rozprza.
W Łochyńsku mieści się Dom Pomocy Społecznej dla osób nieuleczalnie i przewlekle chorych psychicznie.
W latach 1975–1998 miejscowość administracyjnie należała do województwa piotrkowskiego.